# Großer Preis von Großbritannien 2020
Der Große Preis von Großbritannien 2020 (offiziell Formula 1 Pirelli British Grand Prix 2020) fand am 2. August auf dem Silverstone Circuit in Silverstone statt und war das vierte Rennen der Formel-1-Weltmeisterschaft 2020.

## Bericht

### Hintergründe
Nach dem Großen Preis von Ungarn führte Lewis Hamilton in der Fahrerwertung mit fünf Punkten vor Valtteri Bottas und mit 30 Punkten vor Max Verstappen. In der Konstrukteurswertung führte Mercedes mit 66 Punkten vor Red Bull Racing und mit 80 Punkten vor McLaren.
Beim Großen Preis von Großbritannien stellte Pirelli den Fahrern die Reifenmischungen P Zero Hard (weiß, Mischung C1), P Zero Medium (gelb, C2) und P Zero Soft (rot, C3) sowie für Nässe Cinturato Intermediates (grün) und Cinturato Full-Wets (blau) zur Verfügung. Es war das erste Rennen der Saison, bei dem die härteste Mischung C1 zum Einsatz kam. Aus logistischen Gründen erhielten alle Fahrer die gleiche Anzahl an Reifensätzen in den jeweiligen Härtegraden, die Abgabe unterschiedlicher Bestellungen war nicht möglich. Jeder Fahrer hatte somit acht Sätze der Soft-, drei Sätze der Medium- und zwei Sätze der Hard-Mischung.
Aufgrund der COVID-19-Pandemie fand der Große Preis von Großbritannien unter strikten Sicherheits- und Hygieneregeln statt. So waren keine Zuschauer zugelassen, außerdem musste jede Person, die sich im Fahrerlager aufhielt, spätestens alle fünf Tage auf das Virus SARS-CoV-2 getestet werden. Nachdem ein Test von Sergio Pérez vor dem Grand Prix kein eindeutig negatives Ergebnis gebracht hatte, wurde er isoliert und verpasste somit den für Medienaktivitäten reservierten Donnerstag vor dem Grand Prix. Am selben Abend gab die FIA bekannt, dass Pérez positiv getestet wurde und somit für den Grand Prix ausfiel. Als Ersatz verpflichtete das Team Nico Hülkenberg, der somit sein erstes Rennen in der Formel-1-Weltmeisterschaft seit dem Großen Preis von Abu Dhabi 2019 bestreiten sollte.
Mit Hamilton (sechsmal), Sebastian Vettel (zweimal) und Kimi Räikkönen (einmal) traten drei ehemalige Sieger zu diesem Grand Prix an.
Als Rennkommissare für dieses Rennwochenende fungierten Tim Mayer (USA), Paolo Longoni (ITA), Emanuele Pirro (ITA) und Steve Stringwell (GBR).

### Training
Im ersten freien Training war Verstappen mit einer Rundenzeit von 1:27,422 Minuten Schnellster vor Hamilton und Lance Stroll. Das Training musste unterbrochen werden, nachdem Antonio Giovinazzi bei einem Dreher einen Reifenschaden erlitten und anschließend Reifenteile auf der Strecke verloren hatte.
Im zweiten freien Training fuhr Stroll mit einer Rundenzeit von 1:27,274 Minuten die Bestzeit vor Alexander Albon und Bottas. Das Training wurde nach einem Unfall von Albon für einige Minuten unterbrochen.
Im dritten freien Training war Bottas in 1:25,873 Minuten Schnellster vor Hamilton und Verstappen.

### Qualifying
Das Qualifying bestand aus drei Teilen mit einer Nettolaufzeit von 45 Minuten. Im ersten Qualifying-Segment (Q1) hatten die Fahrer 18 Minuten Zeit, sich für das Rennen zu qualifizieren. Alle Fahrer, die im ersten Abschnitt eine Zeit erzielten, die maximal 107 Prozent der schnellsten Rundenzeit betrug, qualifizierten sich für den Grand Prix. Die besten 15 Fahrer erreichten den nächsten Teil. Bottas war Schnellster. Nicholas Latifi sowie die Alfa-Romeo- und Haas-Piloten schieden aus.
Der zweite Abschnitt (Q2) dauerte 15 Minuten. Die schnellsten zehn Piloten qualifizierten sich für den dritten Teil des Qualifyings und mussten mit den hier verwendeten Reifen das Rennen starten, alle anderen hatten freie Reifenwahl für den Rennstart. Die Mercedes-Piloten, Charles Leclerc, Stroll und Verstappen fuhren ihre schnellste Rundenzeit auf der Medium-Reifenmischung, alle anderen auf Soft. Der Qualifying-Abschnitt wurde unterbrochen, da die Strecke nach einem Dreher von Hamilton mit Steinen übersät war. Bottas war Schnellster. George Russell, die AlphaTauri-Piloten, Hülkenberg und Albon schieden aus.
Der letzte Abschnitt (Q3) ging über eine Zeit von zwölf Minuten, in denen die ersten zehn Startpositionen vergeben wurden. Hamilton fuhr mit einer Rundenzeit von 1:24,303 Minuten die Bestzeit vor Bottas und Verstappen. Es war die 91. Pole-Position für Hamilton in der Formel-1-Weltmeisterschaft, davon die siebte beim Großen Preis von Großbritannien.
Daniil Kwjat wurde wegen eines vorzeitigen Getriebewechsels um fünf Positionen nach hinten versetzt. Russell wurde wegen des Missachtens von doppelt geschwenkten Gelben Flaggen um fünf Positionen nach hinten versetzt.

### Rennen
Hülkenberg konnte wegen eines Hydraulikproblems an seinem Fahrzeug nicht in die Startaufstellung fahren. Den Mechanikern gelang es nicht, das Fahrzeug bis zum Rennstart zu reparieren, sodass Hülkenberg nicht am Rennen teilnehmen konnte.
Beim Start blieb Hamilton in Führung vor Bottas, Leclerc ging kurzzeitig an Verstappen vorbei, der jedoch noch im Verlauf der ersten Runde konterte. Am Ende der ersten Runde kollidierten Albon und Kevin Magnussen, Magnussen schlug anschließend in die Streckenbegrenzung ein. Die Rennleitung schickte zur Bergung des Fahrzeugs das Safety-Car auf die Strecke. Hamilton führte vor Bottas, Verstappen, Leclerc, Carlos Sainz jr., Daniel Ricciardo, Lando Norris, Stroll, Esteban Ocon und Vettel. Die Rennkommissare belegten Albon mit einer Zeitstrafe von fünf Sekunden.
Das Rennen wurde am Ende der fünften Runde wieder freigegeben. Die Positionen blieben beim Restart unverändert. Albon wechselte am Ende der sechsten Runde auf die Hard-Mischung.
In der 12. Runde drehte sich Kwjat und schlug in die Streckenbegrenzung ein. Die Rennleitung schickte zur Bergung des Fahrzeugs erneut das Safety-Car auf die Strecke. Ricciardo, Norris, Ocon, Vettel, Giovinazzi, Gasly, Russell, Räikkönen und Latifi gingen sofort zum Reifenwechsel an die Box, eine Runde später fuhren dann Hamilton, Bottas, Verstappen, Leclerc, Sainz jr. und Stroll an die Box. Hamilton führte vor Bottas, Verstappen, Leclerc, Grosjean, Sainz jr., Ricciardo, Norris, Stroll und Vettel. Grosjean war zu diesem Zeitpunkt als einziger Fahrer noch nicht zum Reifenwechsel an der Box gewesen. Alle übrigen Piloten hatten zu diesem Zeitpunkt auf die Hard-Mischung gewechselt.
Am Ende der 18. Runde erfolgte die erneute Freigabe des Rennens. Norris ging beim Restart an Ricciardo vorbei und war nun Siebter. Ocon überholte Vettel wieder, der durch einen schnelleren Boxenstopp kurzzeitig an ihm vorbeigegangen war. Sainz jr. setzte Grosjean unter Druck, der seine Position jedoch zunächst erfolgreich verteidigte. Die Rennkommissare zeigten ihm die Verwarnungsflagge, da er beim Verteidigungsmanöver während des Anbremsens die Richtung gewechselt hatte. In der 22. Runde ging Sainz jr. vorbei, drei Runden später musste Grosjean auch Norris passieren lassen.
In der 30. Runde wechselte Albon erneut auf Medium, dabei saß er seine Zeitstrafe ab. Giovinazzi erhielt eine Zeitstrafe von fünf Sekunden, da er hinter dem Safety-Car nicht ausreichend verlangsamt hatte. In der 37. Runde gingen Ricciardo und Stroll an Grosjean vorbei, der anschließend in die Box fuhr und auf Hard wechselte. Gasly ging an Vettel vorbei und war nun Zehnter.
Ocon schloss auf Stroll auf und überholte ihn in der 46. Runde. Auch Stroll wurde anschließend die Verwarnungsflagge gezeigt, da er beim Anbremsen die Richtung gewechselt hatte. Räikkönen verlor einen Teil seines Frontflügels und fuhr anschließend in die Box, um diesen wechseln zu lassen. Stroll verlor eine weitere Position gegen Gasly, Albon überholte Vettel.
Bottas erlitt in der 50. Runde einen Reifenschaden und musste in langsamer Fahrt an die Box zurückfahren, Verstappen ging dabei an ihm vorbei. Anschließend wechselte Verstappen auf Soft, blieb dabei aber auf dem zweiten Platz. Auch Bottas wechselte auf Soft und fiel auf den zwölften Platz zurück.
In der 51. Runde erlitt auch Sainz jr. einen Reifenschaden und fuhr an die Box, er fiel auf Platz 14 zurück. Auch Hamilton erlitt in der letzten Runde einen Reifenschaden, er schaffte es jedoch, das Fahrzeug ins Ziel zu retten. Verstappen fuhr in der letzten Runde noch die schnellste Runde des Rennens. Bottas schloss auf Vettel auf und griff ihn an, schaffte es jedoch nicht mehr, vor dem Ziel an ihm vorbeizugehen.
Hamilton gewann das Rennen vor Verstappen und Leclerc. Es war der 87. Sieg von Hamilton in der Formel-1-Weltmeisterschaft, davon der 20. Start-Ziel-Sieg. Er übertraf damit Ayrton Senna, mit dem er sich bis dahin mit je 19 Start-Ziel-Siegen die Bestmarke geteilt hatte. Die restlichen Punkteplatzierungen belegten Ricciardo, Norris, Ocon, Gasly, Albon, Stroll und Vettel. Mit dem elften Platz für Bottas kam zum ersten Mal seit dem Großen Preis von Abu Dhabi 2014 ein Mercedes außerhalb der Punkteränge ins Ziel. Für ihn war es zudem das erste Mal, dass er in einem Mercedes ein beendetes Rennen nicht in den Punkten abschloss. Beim Großen Preis von Aserbaidschan 2018 wurde er als 14. aufgrund der zurückgelegten Distanz zwar gewertet, sah die Zielflagge jedoch nicht. Der Punkt für die schnellste Rennrunde ging an Verstappen. 
In der Gesamtwertung baute Hamilton seine Führung auf Bottas und Verstappen aus. Auch in der Teamwertung blieben die ersten drei Positionen unverändert.

## Meldeliste
| Team                          | Nr. | Fahrer             | Chassis                            | Motor                              | Reifen |
| ----------------------------- | --- | ------------------ | ---------------------------------- | ---------------------------------- | ------ |
| Mercedes-AMG Petronas F1 Team | 44  | Lewis Hamilton     | Mercedes-AMG F1 W11 EQ Performance | Mercedes-AMG F1 M11 EQ Performance | P      |
| Mercedes-AMG Petronas F1 Team | 77  | Valtteri Bottas    | Mercedes-AMG F1 W11 EQ Performance | Mercedes-AMG F1 M11 EQ Performance | P      |
| Scuderia Ferrari              | 05  | Sebastian Vettel   | Ferrari SF1000                     | Ferrari 065                        | P      |
| Scuderia Ferrari              | 16  | Charles Leclerc    | Ferrari SF1000                     | Ferrari 065                        | P      |
| Aston Martin Red Bull Racing  | 33  | Max Verstappen     | Red Bull Racing RB16               | Honda RA620H                       | P      |
| Aston Martin Red Bull Racing  | 23  | Alexander Albon    | Red Bull Racing RB16               | Honda RA620H                       | P      |
| McLaren F1 Team               | 55  | Carlos Sainz jr.   | McLaren MCL35                      | Renault E-Tech 20                  | P      |
| McLaren F1 Team               | 04  | Lando Norris       | McLaren MCL35                      | Renault E-Tech 20                  | P      |
| Renault DP World F1 Team      | 03  | Daniel Ricciardo   | Renault R.S.20                     | Renault E-Tech 20                  | P      |
| Renault DP World F1 Team      | 31  | Esteban Ocon       | Renault R.S.20                     | Renault E-Tech 20                  | P      |
| Scuderia AlphaTauri Honda     | 26  | Daniil Kwjat       | AlphaTauri AT01                    | Honda RA620H                       | P      |
| Scuderia AlphaTauri Honda     | 10  | Pierre Gasly       | AlphaTauri AT01                    | Honda RA620H                       | P      |
| BWT Racing Point F1 Team      | 27  | Nico Hülkenberg    | Racing Point RP20                  | BWT Mercedes                       | P      |
| BWT Racing Point F1 Team      | 18  | Lance Stroll       | Racing Point RP20                  | BWT Mercedes                       | P      |
| Alfa Romeo Racing Orlen       | 07  | Kimi Räikkönen     | Alfa Romeo Racing C39              | Ferrari 065                        | P      |
| Alfa Romeo Racing Orlen       | 99  | Antonio Giovinazzi | Alfa Romeo Racing C39              | Ferrari 065                        | P      |
| Haas F1 Team                  | 08  | Romain Grosjean    | Haas VF-20                         | Ferrari 065                        | P      |
| Haas F1 Team                  | 20  | Kevin Magnussen    | Haas VF-20                         | Ferrari 065                        | P      |
| Williams Racing               | 63  | George Russell     | Williams FW43                      | Mercedes-AMG F1 M11 EQ Performance | P      |
| Williams Racing               | 06  | Nicholas Latifi    | Williams FW43                      | Mercedes-AMG F1 M11 EQ Performance | P      |

## Klassifikationen

### Qualifying
| Pos.                                                                      | Fahrer             | Konstrukteur              | Q1       | Q2       | Q3       | Start |
| ------------------------------------------------------------------------- | ------------------ | ------------------------- | -------- | -------- | -------- | ----- |
| 01                                                                        | Lewis Hamilton     | Mercedes                  | 1:25,900 | 1:25,347 | 1:24,303 | 01    |
| 02                                                                        | Valtteri Bottas    | Mercedes                  | 1:25,801 | 1:25,015 | 1:24,616 | 02    |
| 03                                                                        | Max Verstappen     | Red Bull Racing-Honda     | 1:26,115 | 1:26,144 | 1:25,325 | 03    |
| 04                                                                        | Charles Leclerc    | Ferrari                   | 1:26,550 | 1:26,203 | 1:25,427 | 04    |
| 05                                                                        | Lando Norris       | McLaren-Renault           | 1:26,855 | 1:26,420 | 1:25,782 | 05    |
| 06                                                                        | Lance Stroll       | Racing Point-BWT Mercedes | 1:26,243 | 1:26,501 | 1:25,839 | 06    |
| 07                                                                        | Carlos Sainz jr.   | McLaren-Renault           | 1:26,715 | 1:26,149 | 1:25,965 | 07    |
| 08                                                                        | Daniel Ricciardo   | Renault                   | 1:26,677 | 1:26,339 | 1:26,009 | 08    |
| 09                                                                        | Esteban Ocon       | Renault                   | 1:26,396 | 1:26,252 | 1:26,209 | 09    |
| 10                                                                        | Sebastian Vettel   | Ferrari                   | 1:26,469 | 1:26,455 | 1:26,339 | 10    |
| 11                                                                        | Pierre Gasly       | AlphaTauri-Honda          | 1:26,343 | 1:26,501 | –        | 11    |
| 12                                                                        | Alexander Albon    | Red Bull Racing-Honda     | 1:26,565 | 1:26,545 | –        | 12    |
| 13                                                                        | Nico Hülkenberg    | Racing Point-BWT Mercedes | 1:26,327 | 1:26,566 | –        | 13    |
| 14                                                                        | Daniil Kwjat       | AlphaTauri-Honda          | 1:26,774 | 1:26,744 | –        | 19    |
| 15                                                                        | George Russell     | Williams-Mercedes         | 1:26,732 | 1:27,092 | –        | 20    |
| 16                                                                        | Kevin Magnussen    | Haas-Ferrari              | 1:27,158 | –        | –        | 14    |
| 17                                                                        | Antonio Giovinazzi | Alfa Romeo Racing-Ferrari | 1:27,164 | –        | –        | 15    |
| 18                                                                        | Kimi Räikkönen     | Alfa Romeo Racing-Ferrari | 1:27,366 | –        | –        | 16    |
| 19                                                                        | Romain Grosjean    | Haas-Ferrari              | 1:27,643 | –        | –        | 17    |
| 20                                                                        | Nicholas Latifi    | Williams-Mercedes         | 1:27,705 | –        | –        | 18    |
| 107-Prozent-Zeit: 1:31,807 min (bezogen auf Q1-Bestzeit von 1:25,801 min) |                    |                           |          |          |          |       |

Anmerkungen
1. ↑  Kwjat wurde wegen eines vorzeitigen Getriebewechsels um fünf Startplätze nach hinten versetzt.
2. ↑  Russell wurde wegen des Missachtens gelber Flaggen um fünf Startplätze nach hinten versetzt.

### Rennen
| Pos. | Fahrer             | Konstrukteur              | Runden | Stopps | Zeit        | Start | Schnellste Runde |
| ---- | ------------------ | ------------------------- | ------ | ------ | ----------- | ----- | ---------------- |
| 01   | Lewis Hamilton     | Mercedes                  | 52     | 1      | 1:28:01,283 | 01    | 1:29,238 (45.)   |
| 02   | Max Verstappen     | Red Bull Racing-Honda     | 52     | 2      | + 5,856     | 03    | 1:27,097 (52.)   |
| 03   | Charles Leclerc    | Ferrari                   | 52     | 1      | + 18,474    | 04    | 1:29,813 (49.)   |
| 04   | Daniel Ricciardo   | Renault                   | 52     | 1      | + 19,650    | 08    | 1:29,482 (49.)   |
| 05   | Lando Norris       | McLaren-Renault           | 52     | 1      | + 22,277    | 05    | 1:30,058 (41.)   |
| 06   | Esteban Ocon       | Renault                   | 52     | 1      | + 26,937    | 09    | 1:29,491 (50.)   |
| 07   | Pierre Gasly       | AlphaTauri-Honda          | 52     | 1      | + 31,188    | 11    | 1:29,603 (52.)   |
| 08   | Alexander Albon    | Red Bull Racing-Honda     | 52     | 2      | + 32,670    | 12    | 1:28,689 (52.)   |
| 09   | Lance Stroll       | Racing Point-BWT Mercedes | 52     | 1      | + 37,311    | 06    | 1:30,475 (44.)   |
| 10   | Sebastian Vettel   | Ferrari                   | 52     | 1      | + 41,857    | 10    | 1:30,537 (44.)   |
| 11   | Valtteri Bottas    | Mercedes                  | 52     | 2      | + 42,167    | 02    | 1:29,265 (41.)   |
| 12   | George Russell     | Williams-Mercedes         | 52     | 1      | + 52,004    | 20    | 1:30,862 (41.)   |
| 13   | Carlos Sainz jr.   | McLaren-Renault           | 52     | 2      | + 53,370    | 07    | 1:29,948 (47.)   |
| 14   | Antonio Giovinazzi | Alfa Romeo Racing-Ferrari | 52     | 1      | + 54,205    | 15    | 1:30,977 (49.)   |
| 15   | Nicholas Latifi    | Williams-Mercedes         | 52     | 1      | + 54,549    | 18    | 1:30,501 (44.)   |
| 16   | Romain Grosjean    | Haas-Ferrari              | 52     | 1      | + 55,050    | 17    | 1:29,782 (49.)   |
| 17   | Kimi Räikkönen     | Alfa Romeo Racing-Ferrari | 51     | 2      | + 1 Runde   | 16    | 1:29,973 (49.)   |
| –    | Daniil Kwjat       | AlphaTauri-Honda          | 11     | 0      | DNF         | 19    | 1:32,443 (11.)   |
| –    | Kevin Magnussen    | Haas-Ferrari              | 1      | 0      | DNF         | 14    | 1:43,753 (01.)   |
| DNS  | Nico Hülkenberg    | Racing Point-BWT Mercedes | –      | –      | –           | 13    | –                |

Anmerkungen
1. ↑  Giovinazzi erhielt eine Zeitstrafe von fünf Sekunden, weil er hinter dem Safety Car nicht ausreichend verlangsamt hatte.
2. ↑  Hülkenberg konnte wegen eines Hydraulikproblems nicht zum Rennen starten

## WM-Stände nach dem Rennen
Die ersten zehn des Rennens bekamen 25, 18, 15, 12, 10, 8, 6, 4, 2 bzw. 1 Punkt(e). Zusätzlich gab es einen Punkt für die schnellste Rennrunde, da der Fahrer unter den ersten zehn landete.

### Fahrerwertung
| Pos. | Fahrer           | Konstrukteur              | Punkte |
| ---- | ---------------- | ------------------------- | ------ |
| 01   | Lewis Hamilton   | Mercedes                  | 88     |
| 02   | Valtteri Bottas  | Mercedes                  | 58     |
| 03   | Max Verstappen   | Red Bull Racing-Honda     | 52     |
| 04   | Lando Norris     | McLaren-Renault           | 36     |
| 05   | Charles Leclerc  | Ferrari                   | 33     |
| 06   | Alexander Albon  | Red Bull Racing-Honda     | 26     |
| 07   | Sergio Pérez     | Racing Point-BWT Mercedes | 22     |
| 08   | Daniel Ricciardo | Renault                   | 20     |
| 09   | Lance Stroll     | Racing Point-BWT Mercedes | 20     |
| 10   | Carlos Sainz jr. | McLaren-Renault           | 15     |

| Pos. | Fahrer             | Konstrukteur              | Punkte |
| ---- | ------------------ | ------------------------- | ------ |
| 11   | Esteban Ocon       | Renault                   | 12     |
| 12   | Pierre Gasly       | AlphaTauri-Honda          | 12     |
| 13   | Sebastian Vettel   | Ferrari                   | 10     |
| 14   | Antonio Giovinazzi | Alfa Romeo Racing-Ferrari | 2      |
| 15   | Daniil Kwjat       | AlphaTauri-Honda          | 1      |
| 16   | Kevin Magnussen    | Haas-Ferrari              | 1      |
| 17   | Kimi Räikkönen     | Alfa Romeo Racing-Ferrari | 0      |
| 18   | Nicholas Latifi    | Williams-Mercedes         | 0      |
| 19   | George Russell     | Williams-Mercedes         | 0      |
| 20   | Romain Grosjean    | Haas-Ferrari              | 0      |

### Konstrukteurswertung
| Pos. | Konstrukteur              | Punkte |
| ---- | ------------------------- | ------ |
| 1    | Mercedes                  | 146    |
| 2    | Red Bull Racing-Honda     | 78     |
| 3    | McLaren-Renault           | 51     |
| 4    | Ferrari                   | 43     |
| 5    | Racing Point-BWT Mercedes | 42     |

| Pos. | Konstrukteur              | Punkte |
| ---- | ------------------------- | ------ |
| 06   | Renault                   | 32     |
| 07   | AlphaTauri-Honda          | 13     |
| 08   | Alfa Romeo Racing-Ferrari | 2      |
| 09   | Haas-Ferrari              | 1      |
| 10   | Williams-Mercedes         | 0      |